# Janay DeLoach
Cynithia "Janay" DeLoach (Fort Collins, 12 de outubro de 1985) é uma atleta norte-americana, especialista no salto em distância.
Foi medalha de prata no mundial indoor em Istambul 2012.